# Roberto Palacios
Roberto Palacios (* 28. Dezember 1972 in Lima) ist ein ehemaliger peruanischer Fußballspieler und Rekordnationalspieler seines Landes. Sein Spitzname ist El Chorillano. Er hat im Mittelfeld gespielt.

## Nationalmannschaft
Sein Debüt in der peruanischen Nationalmannschaft feierte er am 24. November 1992 gegen Ecuador. 1993 erzielte er im WM-Qualifikationsspiel gegen Argentinien sein erstes Länderspieltor. 1995 trug er zum ersten Mal die Rückennummer 10. Seit dem 6. Juli 2004 ist er Rekordnationalspieler seines Landes. Mit seinem 106. Länderspiel überbot er den Rekord von Héctor Chumpitaz. Insgesamt bestritt er bisher 128 Länderspiele, in denen er 19 Tore erzielte. Sein bisher letztes Länderspiel bestritt er gegen Nigeria am 23. Mai 2012, nachdem er seit der 1:3-Niederlage gegen Venezuela am 9. September 2009 im Qualifikationsspiel zur Weltmeisterschaft 2010 nicht mehr eingesetzt worden war.

## Vereinskarriere
1991 debütierte er in der Profimannschaft von Sporting Cristal aus seiner Heimatstadt Lima. In seinem ersten Spiel erzielte er auch sein erstes Tor. Mit Sporting Cristal gewann er insgesamt vier Mal die peruanische Meisterschaft (1991 und 1994–1996). 1996 verließ er den Verein, kehrte jedoch noch zweimal zu Sporting Cristal zurück. Außerdem spielte er für Vereine in Mexiko, Brasilien, Kolumbien und Ecuador. Im Anschluss an eine Schlägerei zwischen Spielern von LDU Quito und Barcelona SC Guayaquil war er im Dezember 2007 in Ecuador für 12 Monate gesperrt worden. Nach Reduzierung der Strafe wechselte er im Juni 2007 zu Sporting Cristal.